# Даймонд, Лиза
Лиза Даймонд (англ. Lisa Diamond; род. 8 апреля 1971) — американский психолог и феминистка. Профессор психологии развития и психологии здоровья в Университете Юты. Её исследования посвящены развитию сексуальной ориентации, сексуальной идентичности и привязанности.
Известна как автор книги «Sexual Fluidity: Understanding Women’s Love and Desire» (с англ. — «Сексуальная флюидность: понимая женские любовь и желания»). В этой книге она обсуждает флюидность женской сексуальности, основываясь на своем десятилетнем исследовании 100 негетеросексуальных женщин. Она пришла к выводу, что термин «бисексуал» на самом деле не отражает разностороннюю природу многих её испытуемых. Поэтому она призывает к более широкому пониманию однополой сексуальности.

## Ранняя жизнь
Даймонд заинтересовалась феминизмом после того, как Бетти Фридан выступила с докладом в её средней школе. Она изучала теорию феминизма в Чикагском университете и вошла в правление чикагского отделения Национальной организации женщин. За это время она совершила каминг-аут как лесбиянка и решила заняться исследованиями однополой сексуальности вместо активизма.
В 1993 году она получила степень бакалавра психологии в Чикагском университете. Затем она начала дипломную работу с Ричем Савином-Уильямсом в Корнеллском университете, где она получила степень магистра в 1996 году и степень доктора философии в 1999 году, обе в области человеческого развития.

## Работа
Даймонд была доцентом Университета Юты с 1999 по 2005 год и адъюнкт-профессором с 2005 по 2012 год. Она стала профессором психологии и гендерных исследований в 2012 году. Даймонд входит в редакционные коллегии журналов «Developmental Psychology», «Archives of Sexual Behavior» и других. Ее исследования сосредоточены на однополой сексуальности, женщинах-подростках и связях между людьми.
Описывая себя как учёного-феминистку, Даймонд говорит:

Есть много учёных, которые просто цепляются за научный метод и считают, что они полностью объективны, но я думаю, что это полная чушь. Однако я встречала немало феминисток, которые говорят, что нет способа собрать сведения, не тяготя этим людей, что данные не имеют смысла, мир является социальным конструктом, и я думаю, что это тоже чушь.

Даймонд также исследовала теорию привязанности как основу для любви и сексуальной ориентации, а также связь между отношениями и психобиологическим здоровьем.

## Сексуальная флюидность
В своих исследованиях сексуальной флюидности Даймонд обнаружила, что некоторые женщины сообщают об изменчивости своей сексуальной ориентации. NARTH и иные организации, поддерживающие репаративную терапию — псевдонаучную практику, якобы способную сделать гомосексуалов гетеросексуалами — стали использовать исследования Даймонд в качестве доказательства того, что репаративная терапия может работать. Даймонд заявила, что существующие доказательства демонстрируют, что невозможно изменить сексуальную ориентацию путём репаративной терапии, и обвинила руководителя NARTH, Джозефа Николоси, в сознательном искажении её исследований. Кроме того, изменения сексуальной ориентации, которые испытывали её испытуемые, зачастую происходили против их воли и не были преднамеренными — таким образом, сексуальная ориентация не является выбором.